# 8밀리 비디오

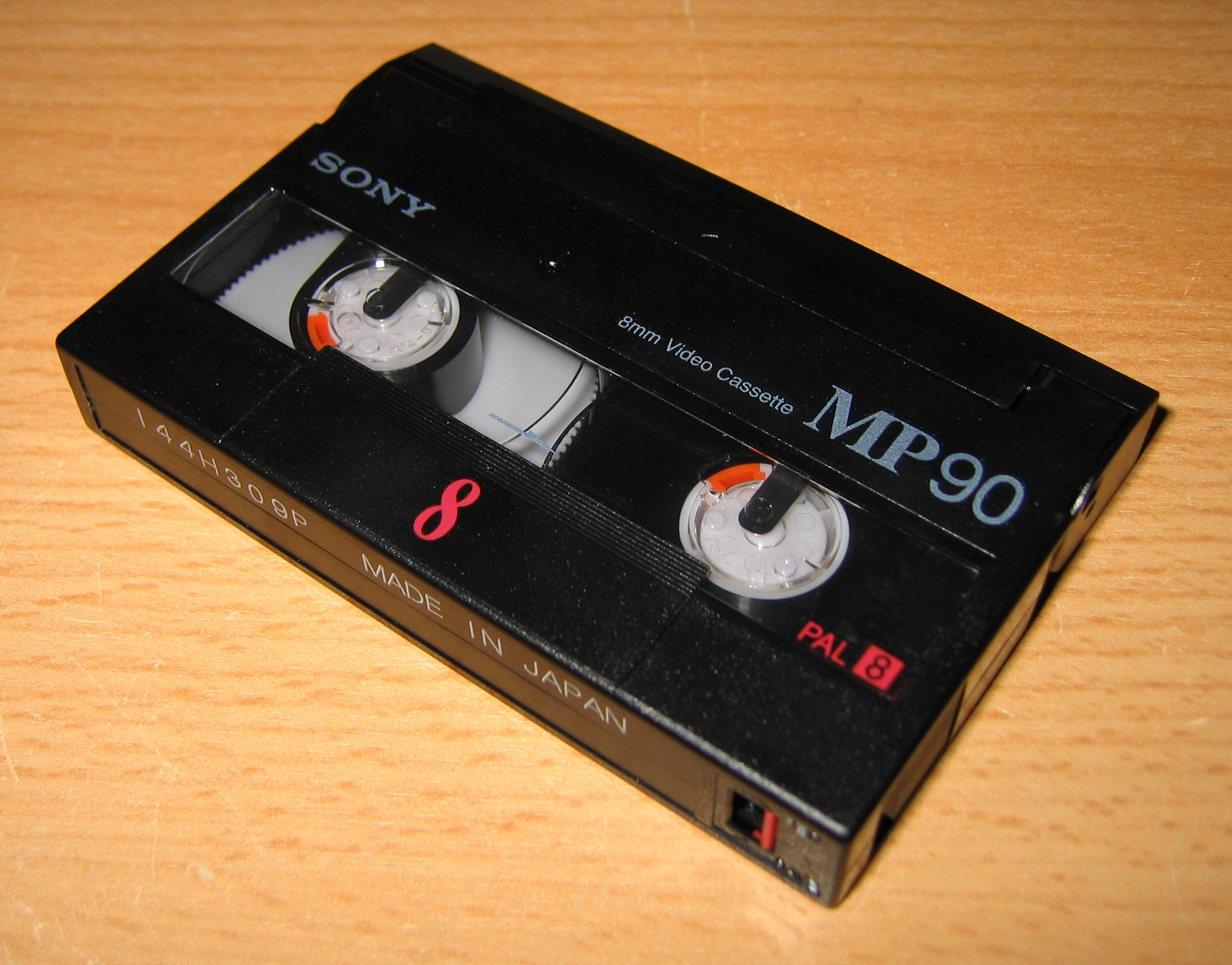
비디오 8 카세트

흔히 8밀리 비디오 포맷으로 통하는 비디오 8(Video 8)은 1985년에 소니가 개발한 일반 가정에서 사용되도록 고안된 비디오 테이프 규격이다.

## 탄생
VHS와 베타맥스 등 각자 표준 경쟁에서 살아남기 위해 이른바 비디오테이프 표준 전쟁이라는 이름으로 업계간에 전쟁을 치르던 때, 표준 전쟁 장기화가 우려되자 업계간의 합의를 통해 별도의 기구가 설치되어 차세대 비디오 통일된 비디오테이프 규격으로서 8mm 비디오 포맷이 탄생한다.
이 때, 테이프의 폭이 8mm이라는 뜻에서 지어진 이름이 바로 비디오 8이다. 거의 콤팩트 카세트와 같은 크기로, VHS나 베타맥스와 비교하면 매우 작은 크기이다. 또한 이 테이프는 장시간 녹화가 가능하다는 장점이 있다.

## 영향
1985년 1월 8일, 소니가 먼저 8밀리 비디오 테이프의 첫 모델 "CCR-V8"을 발표한다. 그 뒤에 후지필름과 캐논 등도 여기에 뛰어들었지만, 빅터나 마쓰시타 전기산업을 중심으로 하는 VHS 진영은 VHS와의 호환성을 가지는 VHS-C를 발표하여, 또 다시 격렬한 표준 규격 확립을 위한 경쟁이 일어나게 된다. 하지만 한편으로 마쓰시타는 유럽 판매용으로 8mm의 캠코더를 생산하고 있었다.
또한 1989년에 소니가 발표한 캠코더 모델 CCD-TR55가 작은 크기로 많은 젊은이들 사이에서 히트를 침으로써 캠코더의 소형화가 시작된다. 이로 인해 VHS-C는 점차 패색을 띠게 된다. 또 1992년에 샤프가 발표한 또다른 캠코더로 비디오 8이 VHS와의 전쟁에서 승리를 확정짓게 된다.

## 위기
하지만 1995년 마쓰시타 전기산업은 디지털 비디오를 채용한 모델 NV-DJ1가 발표되어 비디오 8은 위기를 맞게 된다. 물론 디지털 비디오 테이프가 많지 않아 초기에는 NV-DJ1의 판매 실적이 좋지 못했지만, 나중에 테이프의 대량 생산 체제가 가동되면서 비디오 8은 몰락의 길을 점차 걷게 된다.
또한 비디오 8이 보존 기간이 상대적으로 길지 못해 환경 문제도 거론되고 있다. 하지만 2006년 현재 비디오 8 방식의 캠코더가 생산되고 있고, 역시 8밀리 비디오 포맷 재생이 가능한 디지털8 제품의 생산도 계속되고 있다.